# Hit Parade of 1941
Hit Parade of 1941 è un film statunitense del 1940 diretto da John H. Auer.
Nell'ambito dei Premi Oscar 1941 il film ha ricevuto due candidature nelle categorie "migliore canzone" (per Who Am I?, musica di Jule Styne e testo di Walter Bullock) e "migliore colonna sonora (adattamento)".